# 天主教艾藻尔教区
天主教艾藻爾教區 （拉丁語：Dioecesis Aizavlensis）是羅馬天主教的一個教區，位於印度東北部，包括米佐拉姆邦全部及阿薩姆邦南部，面積28,002平方公里。受西隆總教區管轄。
1952年1月17日設哈夫隆監牧區，1969年6月26日升為錫爾傑爾教區。1996年1月11日易名至今。現任主教為斯德望‧羅特盧安格。2006年有20個堂區、59,030教友、49名司鐸。